# Système de la nature

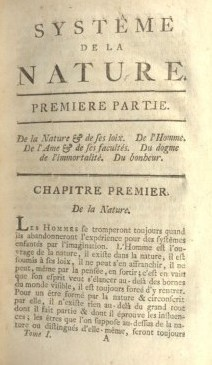
Première page du Système de la Nature du baron d'Holbach

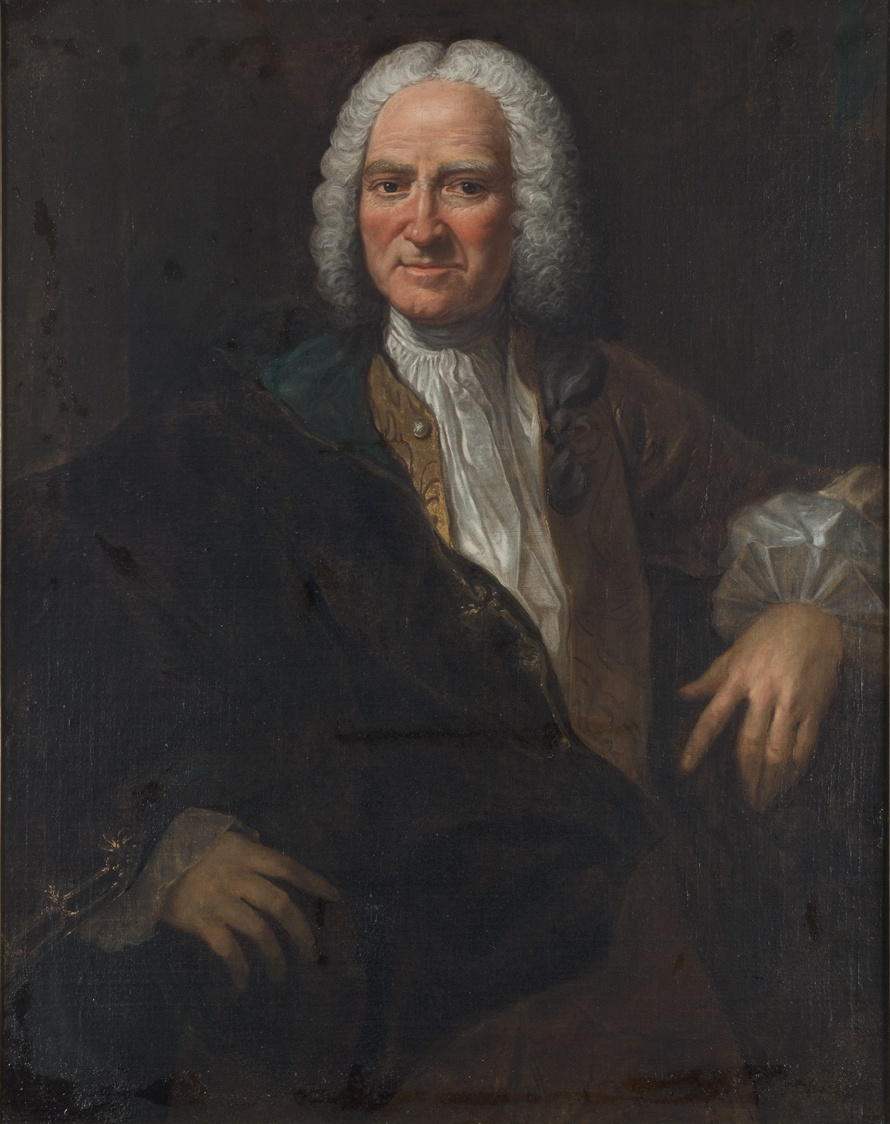
L'auteur de Système de la nature, ou Des loix du monde physique et du monde moral (1770)

Le Système de la nature, ou Des loix du monde physique et du monde moral est un ouvrage philosophique de  Paul Thiry, Baron d'Holbach (1723-1789).
Il fut publié à l'origine sous le pseudonyme de Jean-Baptiste de Mirabaud, un membre décédé de l'Académie des sciences.  
D'Holbach écrivit et publia cette œuvre ; sans doute avec l'aide de Diderot ; en 1770, décrivant l'univers selon les principes du matérialisme philosophique :  l'esprit y est identifié par le cerveau, il n'y a pas d'« âme » sans corps vivant, le monde est gouverné par les strictes lois déterministes, le libre arbitre est une illusion, il n'existe pas de cause finale et quoi qu'il advienne se produit de manière inexorable. 
Plus notoirement, l'ouvrage nie explicitement l'existence de Dieu, faisant valoir que la croyance en un être supérieur est le produit de la peur, du manque de compréhension et de l'anthropomorphisme. La critique va même plus loin, la religion éloignant de la morale naturelle (le respect de la liberté, des biens et de sûreté d'autrui), et étant de ce fait un danger pour cette morale.
La publication de son Système de la nature eut un énorme retentissement : le gouvernement le défère au parlement qui condamne le livre, le 18 août 1770, à être brûlé au pied du grand escalier du palais. La Contagion sacrée est aussi brûlée, en même temps que quatre autres de ses ouvrages. De nombreux livres vont être ensuite publiés pour réfuter les thèses du Système de la nature :
- Bergier : Examen du matérialisme, ou Réfutation du système de la nature, 1771
- Denesle, M. : Préjugés des anciens et des nouveaux philosophes sur l’âme humaine, Paris, 1775
- Castillon, de Berlin, pourtant collaborateur du Supplément à l'Encyclopédie: Observations sur le système de la nature ;
- Jean-Baptiste Duvoisin publie trois ouvrages en 1775, 1778 et 1780 pour réfuter, ainsi que Holland, Guillaume Rochefort (en 1771) ou Saint-Martin (en 1775) ;
- Voltaire fait l’éloge du livre, en critique le style et lui consacre deux articles de réfutation (Dieu et Style), sans contester le fatalisme, dans son Dictionnaire philosophique . Il publie une réponse plus détaillée dans Dieu. Réponse au Système de la nature (1770).

Dans la bibliographie donnée dans l’édition de 1820 du Système de la nature, 50 ouvrages lui sont attribués, avec, en plus, une participation à l’Histoire philosophique de l’Inde, par l’abbé Raynal.

## Table des matières
Système de la Nature ou Des Loix du Monde Physique et du Monde Moral (1770)
Première Partie
- I : De la nature
- II : Du mouvement et de son origine.
- III : De la matière, de ses combinaisons différentes et de ses mouvements divers ; ou de la marche de la nature.
- IV : Des lois du mouvement communes à tous les êtres de la nature. De l'attraction et de la répulsion. De la force d'inertie. De la nécessité.
- V :De l'ordre et du désordre, de l'intelligence, du hasard.
- VI : De l'homme ; de sa distinction en homme physique et en homme moral ; de son origine.
- VII : De l'âme et du système de la spiritualité.
- VIII : Des facultés intellectuelles ; toutes sont dérivées de la faculté de sentir.
- IX : De la diversité des facultés intellectuelles ; elles dépendent de causes physiques ainsi que leurs qualités morales. Principes naturels de la sociabilité, de la morale et de la politique.
- X : Notre âme ne tire point ses idées d'elle-même. Il n'y a point d'idées innées.
- XII : Du système de la liberté de l'homme. La morale chrétienne.
- XII : Examen de l'opinion qui prétend que le système du fatalisme est dangereux.
- XIII : De l'immortalité de l'âme ; du dogme de la vie future ; des craintes de la mort.
- XIV : L'éducation, la morale et les lois suffisent pour contenir les hommes. Du désir de l'immortalité ; du suicide.
- XV : Des intérêts des hommes ou des idées qu'ils se font du bonheur. L'homme ne peut être heureux sans la vertu.
- XVI : Les erreurs des hommes sur ce qui constitue le bonheur sont la vraie source de leurs maux. Des remèdes qu’on leur a voulu appliquer.
- XVII : Des idées vraies ou fondées sur la nature sont les seuls remèdes aux maux des hommes. Récapitulation de cette première partie. Conclusion.

Deuxième Partie
- I : Origine de nos idées sur la divinité
- II : De la mythologie et de la théologie.
- III : Idées confuses et contradictoires de la théologie.
- IV : Examen des preuves de l'existence de Dieu, données par Clarke.
- V : Examen des preuves de l'existence de Dieu données par Descartes, Malebranche, Newton, etc.
- VI : Du panthéisme ou idées naturelles de la divinité.
- VII : Du théisme ou déisme, du système de l’optimisme et des causes finales.
- VIII : Examen des avantages qui résultent pour les hommes de leurs notions sur la divinité, ou de leur influence sur la morale, sur la politique, sur les sciences, sur le bonheur des nations et des individus.
- IX : Les notions théologiques ne peuvent point être la base de la morale. Parallèle de la morale théologique et de la morale naturelle. La théologie nuit aux progrès de l'esprit humain.
- X : Que les hommes ne peuvent rien conclure des idées qu'on leur donne de la divinité de l'inconséquence et de l’inutilité de leur conduite à son égard.
- XI : Apologie des sentiments contenus dans cet ouvrage. De l'impiété. Existe-t-il des athées ?
- XII : L'athéisme est-il compatible avec la morale ?
- XIII : Des motifs qui portent à l'athéisme. Ce système peut-il être dangereux ? Peut-il être embrassé par le vulgaire ?
- XIV : Abrégé du code de la nature. Ce dernier chapitre, que l'on attribue à Denis Diderot, fut quelquefois édité à part de l'ouvrage[4].